# Саарлуї (район)
Саарлуї (нім. Saarlouis) — район в Німеччині, в складі федеральної землі Саар. Адміністративний центр — місто Саарлуї.

## Населення
Населення району становить 193 661 осіб (станом на 31 грудня 2021).

## Адміністративний поділ
Район складається з 10 громад (нім. Gemeinden) та трьох міст (нім. Städte):
| Міста (населення)                                           | Громади (населення) |
| ----------------------------------------------------------- | --- |
| 1. Діллінген (19 668) 2. Лебах (18 694) 3. Саарлуї (34 445) | 1. Бус (6978) 2. Вадгассен (16 900) 3. Валлерфанген (9220) 4. Енсдорф (6502) 5. Нальбах (9079) 6. Релінген-Зірсбург (14 343) 7. Саарвеллінген (13 177) 8. Швальбах (17 126) 9. Шмельц (16 136) 10. Юбергерн (11 393) |

Дані про населення наведені станом на 31 грудня 2021.